# 2545 Verbiest
2545 Verbiest eller 1933 BB är en asteroid i huvudbältet som upptäcktes 26 januari 1933 av den belgiske astronomen Eugène Joseph Delporte i Uccle. Det har fått sitt namn efter den belgiske astronomen och missionären, Ferdinand Verbiest.
Asteroiden har en diameter på ungefär 6 kilometer och den tillhör asteroidgruppen Flora.